# Cartilage nasal accessoire
Les cartilages nasaux accessoires (ou cartilages sésamoïdes du nez) sont des cartilages du nez de formes variables qui s'intercalent entre cartilages des narines et les cartilages latéraux..